# Halowe Mistrzostwa Europy w Lekkoatletyce 1978 – bieg na 800 m kobiet
Bieg na 800 metrów kobiet – jedna z konkurencji biegowych rozgrywanych podczas halowych lekkoatletycznych mistrzostw Europy w hali Palasport di San Siro w Mediolanie. Eliminacje zostały rozegrane 11 marca, a bieg finałowy 12 marca 1978. Zwyciężyła reprezentantka Niemieckiej Republiki Demokratycznej Ulrike Bruns. Tytułu zdobytego na poprzednich mistrzostwach nie broniła Jane Colebrook z Wielkiej Brytanii.

## Rezultaty

### Eliminacje
Rozegrano 3 biegi eliminacyjne, do których przystąpiło 15 biegaczek. Awans do finału dawało zajęcie jednego z pierwszych dwóch miejsc w swoim biegu (Q).
Opracowano na podstawie materiału źródłowego.
Bieg 1
| Miejsce | Zawodniczka          | Czas   | Uwagi |
| ------- | -------------------- | ------ | ----- |
| 1       | Ulrike Bruns         | 2:04,3 | Q     |
| 2       | Verona Elder         | 2:04,3 | Q     |
| 3       | Chantal Aubry        | 2:05,9 |       |
| 4       | Gabriella Dorio      | 2:06,0 |       |
| 5       | Liljá Gudmundsdóttir | 2:11,6 |       |

Bieg 2
| Miejsce | Zawodniczka           | Czas   | Uwagi |
| ------- | --------------------- | ------ | ----- |
| 1       | Heike Roock           | 2:02,9 | Q     |
| 2       | Anne-Marie Van Nuffel | 2:03,1 | Q     |
| 3       | Elżbieta Katolik      | 2:03,4 |       |
| 4       | Elena Tărîță          | 2:04,3 |       |
| 5       | Galina Atanasowa      | 2:06,7 |       |

Bieg 3
| Miejsce | Zawodniczka            | Czas   | Uwagi |
| ------- | ---------------------- | ------ | ----- |
| 1       | Totka Petrowa          | 2:01,5 | Q     |
| 2       | Mariana Suman          | 2:01,6 | Q     |
| 3       | Tatjana Prowidochina   | 2:02,4 |       |
| 4       | Marie-Françoise Dubois | 2:03,0 |       |
| 5       | Silvana Cruciata       | 2:04,7 |       |

### Finał
Opracowano na podstawie materiału źródłowego.
| Miejsce | Zawodniczka           | Czas   |
| ------- | --------------------- | ------ |
| 1       | Ulrike Bruns          | 2:02,3 |
| 2       | Totka Petrowa         | 2:02,5 |
| 3       | Mariana Suman         | 2:03,4 |
| 4       | Anne-Marie Van Nuffel | 2:03,8 |
| 5       | Heike Roock           | 2:03,8 |
| 6       | Verona Elder          | 2:09,2 |